# Teoria da percepção
A Teoria da percepção é explicada por Skinner através do conceito de comportamento perceptivo – um comportamento complexo que se inter-relaciona com muitos outros.
O estudo da percepção na teoria skinneriana pode ser dividido em duas etapas:
- estudo do comportamento perceptivo como precorrente;
- estudo dos precorrentes do comportamento perceptivo.

No primeiro caso, a investigação passa pelo processo de resolução de problemas, no qual o comportamento perceptivo desempenha um papel fundamental modificando o ambiente, o que permite a emissão do comportamento discriminativo e a solução do problema. No segundo caso, a investigação trata com uma série de outros comportamentos, tais como, propósito, atenção, e consciência, que modificam a probabilidade de emissão do comportamento perceptivo. A análise das relações entre o comportamento perceptivo e demais comportamentos culmina no esboço de uma teoria da percepção no behaviorismo radical, que é mais convincente do que explicações mentalistas que fazem uso da "teoria da cópia".

## A percepção de si - o auto-conceito
No mundo exterior de cada indivíduo, há uma parcela reservada à percepção de si mesmo. Trata-se da autoimagem, imagem de si, eu, self ou autoconceito. São denominações diferentes que expressam o mesmo fenómeno: da mesma forma que o indivíduo percebe e atribui valores à realidade que o cerca, percebe e atribui significados a si mesmo, formando gradativamente seu autoconceito, à medida que se relaciona com os outros e com o ambiente.
O autoconceito, então, forma-se durante a infância, desde a fase de bebé, podendo alterar-se ao longo da vida. O processo de formação do autoconceito vai levar a criança a compor um "perfil", uma imagem daquilo que ela julga ser.
Algumas vezes, contudo, a criança pode vir a incorporar valores de outrem ao seu autoconceito, sem nem sequer perceber isso. Quando isto acontece - fenômeno denominado introjeção -, surge uma obstrução na comunicação do indivíduo com ele mesmo.
Para que a introjeção seja mais bem compreendida, basta dizer que a maior necessidade psicológica de uma criança é ser aceita e amada, em especial pelas pessoas mais importantes para ela, normalmente os pais. Como esse amor nem sempre é incondicional, a criança começa a identificar o que deve fazer, ou melhor, como "deve ser" para recebê-lo. Nesse processo, podem ser incorporados ao autoconceito da criança valores que na verdade expressam o desejo de seus pais. Significa que a introjeção leva à incorporação de valores de outrem ao autoconceito do indivíduo, o que pode, eventualmente, levar a conflitos e sofrimentos difíceis de terem suas causas identificadas, porque, afinal, somos o que somos, e não aquilo que devemos ser.
O fenômeno da introjeção não é restrito à infância; podemos introjetar valores de pessoas significativas ao longo de toda a nossa vida: da professora, da(o) namorada(o), de um profissional de destaque que admiramos, etc.

## Componente alucinatório da percepção
Edgar Morin aponta o conceito de componente alucinatório para demonstrar como nossas percepções podem ser influenciadas por fatores internos, pessoais ou sociais, que, na verdade, não têm nenhuma relação com o fato percebido.
Essa visão demonstra o poder de modificação da realidade feita pelo observador, que acaba levando em conta fatores extra percepção física.